# Super Taranta!
Super Taranta! – album studyjny grupy Gogol Bordello grającej muzykę będącą połączeniem punka i muzyki cygańskiej. Płyta została opublikowana w roku 2007 przez wytwórnię SideOneDummy.

## Lista utworów
Wszystkie teksty autorstwa Eugene Hütza.
1. Ultimate – 3:29
2. Wonderlust King – 3:58
3. Zina-Marina – 4:19
4. Supertheory of Supereverything – 2:56
5. Harem in Tuscany (Taranta) – 3:33
6. Dub the Frequencies of Love – 6:15
7. My Strange Uncles from Abroad – 5:19
8. Tribal Connection – 5:05
9. Forces of Victory – 5:23
10. Alcohol – 4:54
11. Suddenly... (I Miss Carpaty) – 5:36
12. Your Country – 4:15
13. American Wedding – 3:38
14. Super Taranta! – 6:44

## Twórcy
- Eugene Hütz – wokal, gitara akustyczna, instrumenty perkusyjne
- Eliot Ferguson – perkusja, wokale
- Oren Kaplan – gitara, wokale
- Sergey Ryabtsev – skrzypce, wokale
- Yuri Lemeshev – akordeon, wokale
- Pamela Racine – instrumenty perkusyjne, wokale
- Elizabeth Sun – instrumenty perkusyjne, wokale
- Thomas Gobena – gitara basowa, wokale
- Pedro Erazo – dodatkowy wokal w „Forces Of Victory”
- Piroshka Rac – dodatkowy wokal w „Suddenly... (I Miss Carpaty)”
- Slavic Soul Party – instrumenty dęte w „Zina-Marina” i „American Wedding”
- Ben Holmes – truba
- John Carlson – truba
- Jacob Garchik – truba barytonowa
- Curtis Hasselbring – puzon
- Matt Moran – bubanj